# Eugénie-Emilie Juliette Folville
Eugénie-Emilie Juliette Folville (Lieja, 5 de gener de 1870 - Castres o Dourgne, 28 d'octubre de 1946) fou una pianista, violinista, compositora i directora d'orquestra belga.
Deixebla de Malherbe, Musin, Thomson i Radoux, es donà a conèixer com a violinista i pianista. A més també es convertiria en clavecinista, organista i, des de 1898, professora del Conservatori de Lieja.
Va escriure, entre d'altres, aquestes obres:

### Obres orquestrals
- Escenes campestres . 1a Suite Orquestral, op. 9 (1885): Als camps, A les muntanyes, Reverie, Festa del poble
- Escenes del mar. 2a Suite Orquestral, op. 14 (1886): Cançó del pescador, Nit estrellada, Mar fosforescent, Onades inquietes, Adéu a l'oceà
- Escenes d'hivern. 3a Suite Orquestral, op. 17 (1887): Balada, Neu, Nadal, Carnaval
- Concert per a violí en sol menor, op. 20 (1888)
- Concert de piano en re menor (1902–1903)
- Concert per a violoncel i orquestra (1905)
- Impressions d'Ardenne, suite orquestral (1910)
- Tríptic per a violí i orquestra o piano (ca. 1935)

### Obres de cambra i piano
- Souvenir de Mozart. 1a Sonatina (op. 7, 1881) i 2a Sonatina (op. 11 , 1882)
- Berceuse per a violí i piano, op. 24 (1890)
- A les Ardenes. Esbossos per a piano (ca. 1910)
- 1r quartet per a piano, op. 9 (1885)
- Berceuse per a violoncel i acompanyament de quartet [sd]
- Poème per a violoncel i piano, o orquestra (ca.1908-1909)
- Masurca per a violí i piano (1910)
- Comunió per a orgue (1912)
- Vers sobre el tema de "Tantum", 6è to per a orgue (1912)

### Obres corals i vocals
- Cançons de primavera (1883–84)
- Atala. Drama líric en dos actes (1891), llibret de Paul Collin. Creació al Grand Théâtre de Lille el 3 de març de 1892.
- Ewa. Llegenda noruega, cantata per a sol, cors i acompanyament orquestral (ca. 1889), poema de Paul Collin.
- Noce au Village, op. 13 (1886), per a sol, cor i orquestra, paraules de Paul Collin.
- Jean de Chimay. Drama líric en quatre actes, llibret d'Alfred Billet, inacabat.